# Rio Nora
O rio Nora é um rio das Astúrias, norte da Espanha, e afluente do rio Nalón.
Nasce em Loma de Sariego e passa pelos concelhos de Siero, Noreña e Oviedo. Une-se com o Nalón no povoado de Priañes, onde se situa um dique de aproveitamento hidroeléctrico, ponto que delimita a fronteira entre o Nora e o Nalón.